# Acalypha scabrosa
Acalypha scabrosa är en törelväxtart som beskrevs av Olof Swartz. Acalypha scabrosa ingår i släktet akalyfor, och familjen törelväxter. Inga underarter finns listade i Catalogue of Life.